# Grumo Appula
Grumo Appula község (comune) Olaszország Puglia régiójában, Bari megyében.

## Fekvése
Baritól délnyugatra, a Murgia-fennsíkon fekszik.

## Története
A település már az ókorban létezett, idősebb Plinius is említést tesz lakosairól (Grumbestini). A középkorban hűbéri birtok volt. 1348-ban a Nagy Lajos király vezette magyar csapatok fosztották ki, nápolyi hadjáratuk alkalmával.

## Népessége
A népesség számának alakulása:

## Főbb látnivalói
- Santa Maria Assunta-templom - a 13. században épült.
- Madonna delle Grazie-templom
- San Rocco-templom
- San Francesco-templom